# Imu
Imu o Im-Aw fou una ciutat de l'Antic Egipte que correspon a la moderna Kom al-Hisn (Turó del fortí). Probablement el nom àrab de la ciutat és derivat de les ruïnes d'un temple de la ciutat egípcia.
Imu ja és esmentada durant la dinastia V i probablement era un centre ramader; a no gaire distància hi havia una altra ciutat anomenada Hwt-ihwt que vol dir "Les terres del ramat" que datava de la dinastia I. Amb l'Imperi nou fou a més a més un centre administratiu important. Tenia un temple dedicat a Sekhmet-Hathor (Hathor era conegut a la zona com Het-Hert) que ha estat localitzat però només resten els fonaments d'una estructura rectangular; el lloc fou identificat per inscripcions a estàtues de Amenemhat III i Ramsès II trobades a la zona. El culte a Het-Hert s'explica la tomba del sacerdot i supervisor de sacerdots, Khesuwer (de l'Imperi nou). El temple fou restaurat per Ramsès II i el faraó Sheshonq III de la dinastia XXII el va ampliar. Més tard la ciutat va prendre el nom de Per-nebet-imau (Domini de les senyores d'Imau). Moltes de les ruïnes s'han perdut per l'extensió incontrolada dels cultius.